# Лутрос
Лутрос (грч. Λουτρός) је насељено место у општини Александрија у периферији Средишња Македонија, Грчка. Према попису из 2021. године било је 1.248 становника.
Према бугарском географу и историчару, Василу Канчову, у Лутросу је 1900. године живело 300 Грка.